# 백열등

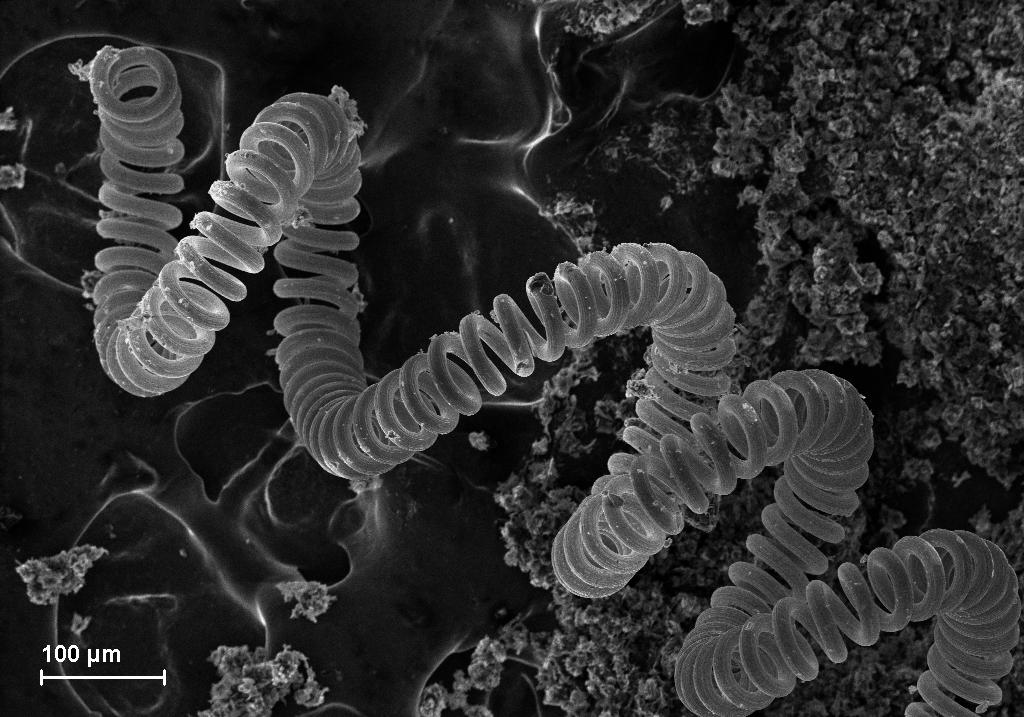
백열전구의 텅스텐 필라멘트 이미지

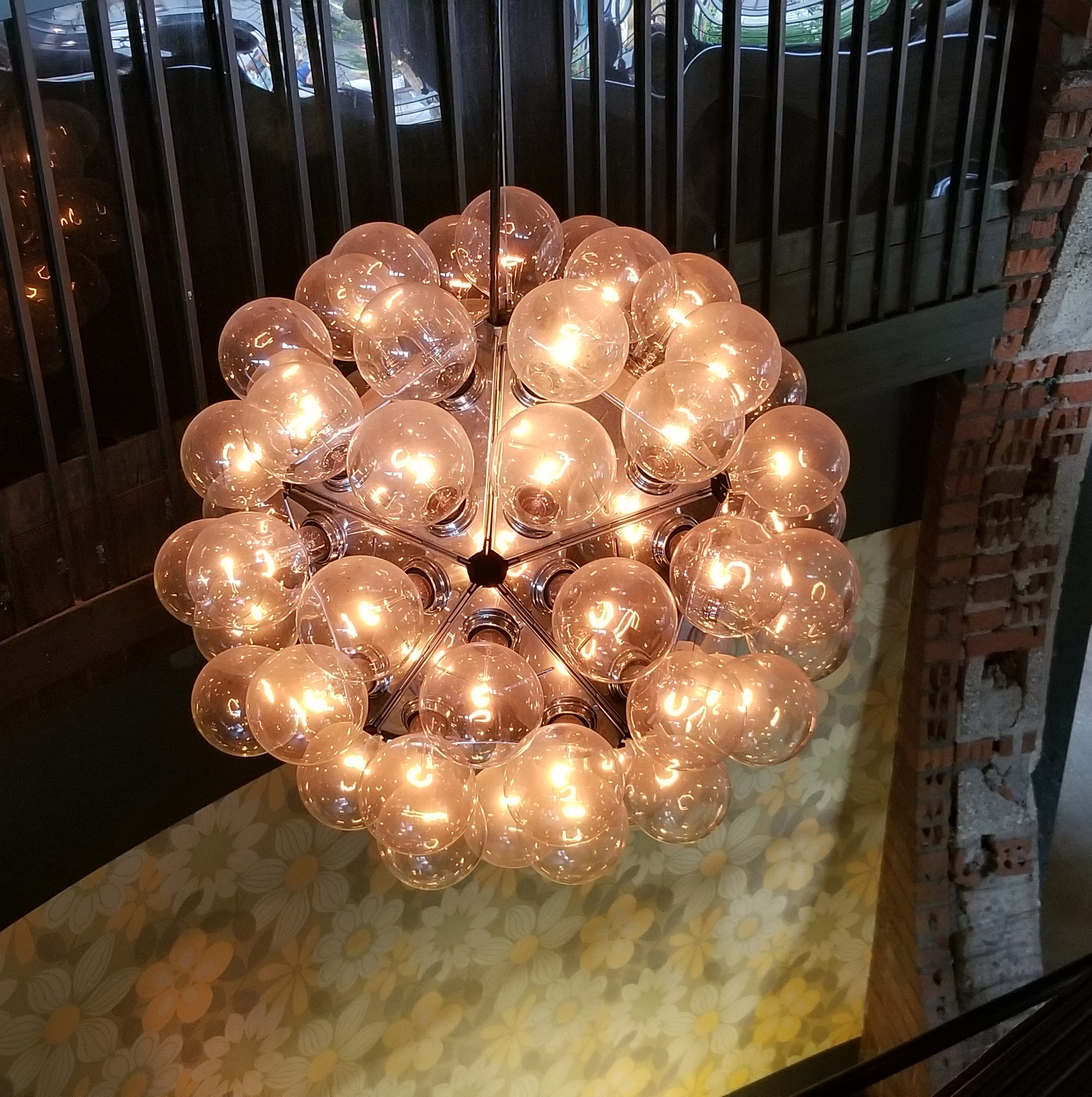
콜로라도 덴버의 정교한 빛

백열등(白熱燈) 또는 백열전구(白熱電球)는 높은 온도를 이용해서 빛을 내는 전기적인 조명 장치이다. 오래전부터 수많은 백열전구들이 존재하기는 했으나 수명이 하루를 넘어가지 못하고 가정에서 사용하기에는 단점이 너무 많아 상용화되지 못했다. 1879년에 토머스 에디슨이 최초로 이전의 백열전구들의 단점을 거의 모두 보완한 수명 40시간의 백열전구를 발명함으로써 상용화되게 된다. 그는 전구에 쓰일 필라멘트의 재료를 찾기 위해 수많은 실험을 하였으며, 현재는 필라멘트로 텅스텐이 사용되고 있다. 세상에 나온 지 100년이 넘었지만 값이 저렴하기 때문에 아직도 널리 사용되고 있다.

## 구조와 종류
백열등은 유리구 속에 텅스텐 필라멘트를 봉입하고 내부를 진공으로 만들거나 또는 불활성 가스인 질소나 아르곤 등을 넣은 것이다. 금속 부분은 전류를 통하는 역할 뿐만 아니라 전구를 소켓에 고정시키는 역할을 한다. 필라멘트는 20W 이하의 것에는 단(單)코일, 그 이상의 것에는 2중 코일의 필라멘트로 되어 있다. 2중 코일로 하면 봉입 가스의 대류로 인한 열손실을 감소시킬 수가 있어 효율을 높일 수가 있다. 또 가스를 봉입하는 것은 텅스텐이 고온으로 증발되어 유리구의 내면에 부착되어 까맣게 되는 흑화현상을 방지하기 위해서이다. 유리구의 내면을 젖빛유리로 만든 것은 눈부신 것을 막는다.
청색 유리를 사용한 주광색(晝光色)전구, 내열성 색소를 칠한 색전구(色電球), 순백색의 산광성도료(散光性塗料)를 칠한 전광전구(全光電球), 유리구의 모양을 반사갓형으로 하고 그 내면을 도금한 리플렉터 램프 등이 있다. 회중 전등용의 꼬마전구도 전압이 낮을 뿐 구조는 마찬가지이다. 꼬마전구를 잘 이용한 것은 플래시 라이트(회중전등)이며 그 전원으로서는 주로 건전지와 축전지가 사용된다. 전구는 최초의 밝기의 80%가 되기까지의 시간을 수명이라 하는데 현재의 규격으로는 1000 ∼ 1200시간이다. 전구는 함께 사용하는 기구(셰이드나 글로브)의 선택이 중요하며 또 먼지가 묻어 조명 효과를 손실하는 일이 없도록 손질을 해 주는 것도 중요하다. 일반주택의 경우는 제곱미터당 약 10W 정도가 적당하다.
빛 뿐만 아니라 열도 내기 때문에 작동 중에 만지면 화상의 위험이 있으며, 작동 중에 물이 닿으면 파손되어 유리 파편이 날아오는 위험도 있다. 꺼져도 열이 일정기간 남아있으니 주의해야 한다.

## 필라멘트
필라멘트는 전구에서 빛을 내는 요소의 하나이다. 과거에는 탄소로 만든 얇은 줄이나 대나무로 만들었으나, 오늘날에는 텅스텐으로 만든다. 이것이 끊어지면 빛을 낼 수 없다.

## 백열등 반대운동
백열등은 전력의 약 10%만을 빛으로 전환하므로, 형광등, LED 등과 같은 다른 대체재에 비해 에너지 낭비가 제일 심하다. 많은 환경단체들이나 국가들에서 사용을 자제하고 있다. 몇몇 국가에서는 백열등의 사용을 줄이기 위한 법안이나 조례를 제정하였다. 이명박 정부에서는 2009년 안에 공공부문의 백열전구를 모두 퇴출시킬 계획이었다.
박근혜 정부는 2014년 1월부터 대한민국 내의 백열전구 생산 및 수입을 전면 금지하였다. 금지 대상은 150W 이하의 전구이다.

## 같이 보기
- 플래시 (사진술)
- 광원 목록
- 분광기